# (932) Hooveria
(932) Hooveria – planetoida z pasa głównego asteroid okrążająca Słońce w ciągu 3 lat i 280 dni w średniej odległości 2,42 au. Została odkryta 23 marca 1920 roku w Obserwatorium Uniwersyteckim w Wiedniu przez Johanna Palisę. Nazwa pochodzi od Herberta Hoovera (1874–1964), amerykańskiego prezydenta i działacza humanitarnego organizującego pomoc dla Austrii po I wojnie światowej. Przed nadaniem nazwy planetoida nosiła oznaczenie tymczasowe (932) 1920 GV.